# Bartol I. Zabarella
Bartol I. Zabarella (tal. Bartolomeo Zabarella) (Padova, ? – Siena, 1445.), talijanski kardinal, apostolski nuncij, nadbiskup splitski (1428. – 1439.) i firentinski (1440. – 1445.).
Podrijetlom je iz Padove, nećak kardinala Francesca Zabarelle. Izabran je za splitskog nadbiskupa i metropolita 1428. godine i na tom položaju ostao jedno desetljeće da bi potom prihvatio nadbiskupsku stolicu u Firenci.
| Titule u Katoličkoj Crkvi   | Titule u Katoličkoj Crkvi        | Titule u Katoličkoj Crkvi |
| --------------------------- | -------------------------------- | ------------------------- |
| prethodnik Franjo Malipiero | splitski nadbiskup 1428. – 1439. | nasljednik Jakobin Badoer |